# 相浦家 (男爵家)
相浦家（あいのうらけ）は、嵯峨源氏庶流と伝わる武家・士族・華族だった日本の家。近世に龍造寺氏を経て鍋島氏に仕えた武士の家系だったが、近代に相浦紀道海軍中将を出し、その勲功により華族の男爵家に列せられた。

## 歴史

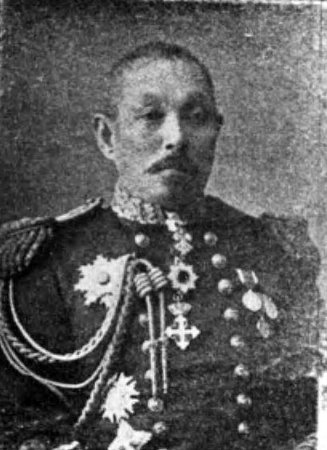
海軍中将相浦紀道男爵

左大臣源融の末裔渡邉篤が平安時代末期の久安年間に肥前国松浦に下り、相神浦城を本拠として相神浦と称し、後世に相浦と称するようになったという。戦国時代の宗広の代に龍造寺氏に仕え、その後鍋島氏に仕えて佐賀藩士家として明治維新に至った。
幕末維新期の当主相浦蕃愼（源太夫）は、戊辰戦争に従軍して戦功を挙げた。
その長男で明治5年に家督した紀道も洋学を学んで佐賀藩海軍に入り、戊辰戦争で戦功を挙げている。明治4年に海軍大尉に任じられて以降、海軍軍人として累進し、明治28年に海軍中将に昇進。日清戦争では西海艦隊司令長官を務め、同年8月20日にその戦功により華族の男爵に叙せられた。その後も常備艦隊司令長官、横須賀鎮守府司令長官などを歴任。貴族院議員も務めた。紀道夫人タツは東島又左衛門の次女。
また紀道の弟多三郎は陸軍少将であり、明治42年3月1日に当家より分家した。
明治43年4月1日に紀道が死去すると、養子の六之助（早田雲平四男で紀道の長女武子と結婚）の長男助一が爵位と家督を相続したが、昭和18年11月に爵位返上。助一夫人富子は野田泰治三女。
昭和前期に相浦男爵家の住居は東京市世田谷区若林町にあった。

## 系図
実線は実子、点線（縦）は養子。系図は『平成新修旧華族家系大成 上巻』に準拠。
| 相浦蕃愼 |      |      |      |      |      |  |  |        |        |        |        |        |        |  |  |  |  |
|          |      |      |      |      |      |  |  |        |        |        |        |        |        |  |  |  |  |
|          |      |      |      |      |      |  |  |        |        |        |        |        |        |  |  |  |  |
| 紀道     | 紀道 | 紀道 | 紀道 | 紀道 | 紀道 |  |  | 多三郎 | 多三郎 | 多三郎 | 多三郎 | 多三郎 | 多三郎 |  |  |  |  |
| 紀道     | 紀道 | 紀道 | 紀道 | 紀道 | 紀道 |  |  | 多三郎 | 多三郎 | 多三郎 | 多三郎 | 多三郎 | 多三郎 |  |  |  |  |
| 六之助   |      |      |      |      |      |  |  |        |        |        |        |        |        |  |  |  |  |
|          |      |      |      |      |      |  |  |        |        |        |        |        |        |  |  |  |  |
| 助一     |      |      |      |      |      |  |  |        |        |        |        |        |        |  |  |  |  |

### 系譜注
1. ↑  早田雲平四男。